# Brompton World Championship Japan
ブロンプトン・ワールド・チャンピオンシップ・ジャパン（略称BWC JAPAN)はブロンプトン・バイシクルが製造した自転車を利用して行われるレースイベントである。自転車レースとしては珍しくスーツジャケット、襟付きシャツ、ネクタイ、パンツ及びスカートの着用がドレスコードとして定められている。
自転車の名称は『M3L』など複数有るが、公式でそれらを定義する上位概念が存在しない。そのため、表記を簡易にするため、以降は『ブロンプトン・バイシクル』が製造した自転車の通称である『ブロンプトン』とする。

## 開催概要
各自の所有するブロンプトンを駆り、男女の優勝者はブロンプトンの母国、英国で開催される「Brompton World Championship Final」への招待参加資格とロンドンまでの往復航空券が贈呈される。個人または3名までのグループで２時間以内での周回回数を競う「２時間エンデューロ」と順位を競う「BWCレース」が開催される。2019年の第10回大会ではBWCレース中の走行速度差に対する安全性を配慮し、競技性の高い「BWC Champion」と走ることを楽しむ「BWC Enjoy」の2つのカテゴリで開催された。

## イベント規定
- 参加者は自身の所有するブロンプトンを利用して参加しなければならない。

- 走行タイムを正確に計測し、勝者をはっきり決定しなければならない。
- 服装は決められたドレスコードを守らなければならない。

### 参加規定
ブロンプトンを所有している16歳以上で健康であれば性別、国籍は問われない。

### 服装規定
参加者は上半身についてはスーツジャケット、襟付きシャツ、ネクタイの着用が義務付けられているが、女性のネクタイ着用についてはその限りではない。
下半身についてはスーツパンツ、ショーツ、七分丈パンツ、スカートの着用が可能であり、シューズについては規定がなく、ビンディングも利用可能である。
頭部保護のため、ハードシェルタイプのヘルメットの着用とあご紐などでの調整が絶対条件で、カスクなどのソフトタイプの着用は不可となっている。
サイクルショーツ（レーシングパンツ）や、サイクリングレギンス（サイクリングタイツ）などはアンダーウェアとしての着用以外は禁止されている。

### 車両規定
利用する自転車はブロンプトンでなければならない。
本体は正常な状態でハンドルが固定でき、折りたため自立しなければならない。ハンドル形状については純正と同様の形状の範囲内であれば認められるが、折りたたみ時に固定できる必要がある。
タイヤ/ホイールのインチ変更は認められておらず、変速機もフロントはシングル、リアは外装ギア1段及び2段。内装ギア3段及び5段。内外装6段のいずれかである必要がある。なお、ギア比については規定対象外。
改造については特段規定はされていないが、原型を留めない車両や極度の加工など、主催者側が安全上適切でないと判断した場合は出場禁止となる場合がある。

### 競技規定
計測は計測ラインを経過してから開始され、組み立て時間は計測されないため、確実な組み立てを実施する必要がある。
コース上で先行車を追い抜く際には危険回避時を除き先行者の左側から十分な間隔を保って追い抜くこと。安全に後続車から追い抜かれることを想定し、特にストレートコースではコース中央より右側を走行するように心がけること。
コーナー進入時など車体を傾けて走行する場合はペダルと地面の接触を防ぐ為、内側のペダルを上にして走行する必要がある。
車間距離を保って走行し、他車との接触を防ぐため、蛇行運転は禁止されている。
競技はエントリー順にゼッケンが決定され、ゼッケン番号順に先頭からスタート位置が決まる。
エントリー者はレースに参加する義務がある。
BWCレースでのスタートはル・マン式の一斉スタートで行われ、エンデューロではスタンディング式の一斉スタートで競技が行われる。

## 大会履歴
| 開催回数 | 開催日              | 日本                                                      | 走行距離                                 | 完走者数 | 公式サイト                                                        |
| 第1回    | 2010/5/30           | 日本自動車大学校                                          | 12km(1.2km×10周)                         | 121      | Brompton Japanese Championship!                                   |
| 第2回    | 2011/7/9            | 小笠山総合運動公園エコパ（エコパスタジアム）              | 12km(3.0km×4周)                          | 133      |                                                                   |
| 第3回    | 2012/4/8            | 小笠山総合運動公園エコパ（エコパスタジアム）              | 12km(3.0km×4周)                          | 139      |                                                                   |
| 第4回    | 2013/5/26           | 海浜幕張公園                                              | 12km(1.5km×8周)                          | 258      | http://www.mizutanibike.co.jp/brand/brompton/bjc13/               |
| 第5回    | 2014/5/25           | 海浜幕張公園                                              | 12km(1.5km×8周)                          | 246      | http://www.mizutanibike.co.jp/brand/brompton/bjc14/               |
| 第6回    | 2015/3/22           | 明治神宮外苑                                              | 10km(1.0km×10周)                         | 240      | http://www.mizutanibike.co.jp/brand/brompton/bjc15/               |
| 第7回    | 2016/4/10           | 袖ヶ浦フォレストレースウェイ                              | 12km(2.4km×5周)                          | 170      | http://www.mizutanibike.co.jp/img/bwc2016.pdf                     |
| 第8回    | 2017/4/27           | 袖ヶ浦フォレストレースウェイ                              | 12km(2.4km×5周)                          | 317      | http://www.mizutanibike.co.jp/brand/brompton/bwc/2017/gaiyou.html |
| 第9回    | 2018/3/25           | 袖ヶ浦フォレストレースウェイ                              | 12km(2.4km×5周)                          | 350      | http://www.mizutanibike.co.jp/brand/brompton/bwc/2018/index.html  |
| 第10回   | 2019/3/24           | 袖ヶ浦フォレストレースウェイ                              | 12km(2.4km×5周) (Enjoy 9.6km(2.4km×4周)) | 452      | http://www.mizutanibike.co.jp/brand/brompton/bwc/2019/index.html  |
| 第11回   | 2020/3/29 ※開催中止 | 袖ヶ浦フォレストレースウェイ                              | ー                                       | ー       | http://www.mizutanibike.co.jp/brand/brompton/bwc/                 |
| 第12回   | 2022/4/23 2022/4/34 | イベント名: ONLINE BROMPTON WORLD CHAMPIONSHIP JAPAN 2020 | 10km (コース自由) *オンライン開催        |          | https://bromptonbicycle.jp/events/bwcjapan2020-online/            |

2009年の開催から2020年現在までに計10回開催されている。

## Result
・BWCレース
| 開催回数 | 開催日              | 走行距離                           | 男性      | 男性      | 男性シニア | 男性シニア | 女性      | 女性      | 女性シニア | 女性シニア | 混合      | 混合      | 混合シニア | 混合シニア |
| 開催回数 | 開催日              | 走行距離                           | 時間      | 平均速度  | 時間       | 平均速度   | 時間      | 平均速度  | 時間       | 平均速度   | 時間      | 平均速度  | 時間       | 平均速度   |
| 第1回    | 2010/5/30           | 12km(1.2km×10周)                   | 18:23.4   | 39.15km/h |            |            | 22.27.1   | 32.06km/h |            |            |           |           |            |            |
| 第2回    | 2011/7/9            | 12km(3.0km×4周)                    | 21:52.399 | 32.92km/h | 28:15.952  | 25.47km/h  |           |           |            |            |           |           |            |            |
| 第3回    | 2012/4/8            | 12km(3.0km×4周)                    | 21:02.363 | 34.22km/h | 25:07.114  | 28.66km/h  |           |           |            |            |           |           |            |            |
| 第4回    | 2013/5/26           | 12km(1.5km×8周)                    | 21:01.587 | 34.24km/h | 23:05.261  | 31.19km/h  |           |           |            |            |           |           |            |            |
| 第5回    | 2014/5/25           | 12km(1.5km×8周)                    | 23:32.231 | 33.14km/h | 27.39.030  | 28.21km/h  | 29:50.862 | 26.13km/h |            |            |           |           |            |            |
| 第6回    | 2015/3/22           | 10km(1.0km×10周)                   | 15:37.981 | -         | 17:10.181  | -          | 17:31.092 | -         | 17:14.194  | -          |           |           |            |            |
| 第7回    | 2016/4/10           | 12km(2.4km×5周)                    | 20.07.253 | 35.78km/h | 23:16.291  | 30.94km/h  |           |           |            |            |           |           |            |            |
| 第8回    | 2017/4/27           | 12km(2.4km×5周)                    | 19.55.463 | 36.14km/h | 22:35.935  | 31.86km/h  |           |           |            |            |           |           |            |            |
| 第9回    | 2018/3/25           | 12km(2.4km×5周)                    | 19:24.191 | 37.11km/h | 22:06.690  | 32.56km/h  |           |           |            |            |           |           |            |            |
| 第10回   | 2019/3/24           | 12km(2.4km×5周) (Enjyoは2.4km×4周) | 19:20.451 | 37.23km/h | 20:21.970  | 35.35km/h  | 20:56.804 | 34.37km/h | 25:18.307  | 28.45km/h  | 26:58.234 | 21.36km/h |            |            |
| 第11回   | 2020/3/29 ※開催中止 | 12km(2.4km×5周) (Enjyoは2.4km×4周) | -         | -         | -          | -          | -         | -         | -          | -          | -         | -         | -          | -          |

・2時間エンデューロ
| 開催回数 | 開催日              | 周回距離 | 男性ソロ | 男性ソロ    | 男性ソロ  | 女性ソロ | 女性ソロ    | 女性ソロ  | チーム | チーム      | チーム    |
| 開催回数 | 開催日              | 周回距離 | Lap      | Time        | Speed     | Lap      | Time        | Speed     | Lap    | Time        | Speed     |
| 第8回    | 2017/4/27           | 2.4km    | 45       | 2:00:56.355 | 29.02km/h | 38       | 2:02:29.230 | 24.20km/h | 46     | 2:00:47.538 | 29.70km/h |
| 第9回    | 2018/3/25           | 2.4km    | 45       | 2:01:06.403 | 28.98km/h | 27       | 2:02:42.457 | 17.16km/h | 45     | 2:01:19.810 | 28.93km/h |
| 第10回   | 2019/3/24           | 2.4km    | 44       | 2:00:13.082 | 28.55km/h | 31       | 2:02:05.691 | 19.80km/h | 43     | 2:00:20.820 | 27.87km/h |
| 第11回   | 2020/3/29 ※開催中止 | 2.4km    | -        | -           | -         | -        | -           | -         | -      | -           | -         |

## 参加賞・特別ゲスト
レース参加者には参加賞として記念品が提供されることがある。また海外から特別ゲストが参加する場合がある。
| 開催回数 | 開催日              | 開催場所                     | 参加賞                                         | 特別ゲスト          |
| -------- | ------------------- | ---------------------------- | ---------------------------------------------- | ------------------- |
| 第1回    | 2010/5/30           | 日本自動車大学校             | Tシャツ                                        |                     |
| 第2回    | 2011/7/9            | エコパスタジアム             | タオル                                         |                     |
| 第3回    | 2012/4/8            | エコパスタジアム             | トートバッグ＆タオル                           |                     |
| 第4回    | 2013/5/26           | 海浜幕張公園                 | 三脚チェア                                     | Andrew Ritchie氏    |
| 第5回    | 2014/5/25           | 海浜幕張公園                 | 缶バッジ                                       | Will Butler-Adams氏 |
| 第6回    | 2015/3/22           | 明治神宮外苑                 |                                                | Stephen Loftus氏    |
| 第7回    | 2016/4/10           | 袖ヶ浦フォレストレースウェイ | メダル                                         |                     |
| 第8回    | 2017/4/27           | 袖ヶ浦フォレストレースウェイ | snow peakコラボチタンマグ(300ml)               | Stephen Loftus氏    |
| 第9回    | 2018/3/25           | 袖ヶ浦フォレストレースウェイ | snow peakコラボチタンスクー ＆ランチョンマット | David Miller氏      |
| 第10回   | 2019/3/24           | 袖ヶ浦フォレストレースウェイ | snow peakコラボチタンボール                    | Will Butler-Adams氏 |
| 第11回   | 2020/3/29 ※開催中止 | 袖ヶ浦フォレストレースウェイ | -                                              | -                   |